# La sangre del Olimpo
La sangre del Olimpo (en inglés: The Blood of Olympus) es el quinto libro de la serie Los héroes del Olimpo, del escritor Rick Riordan, y fue lanzado el 7 de octubre de 2014. Riordan describe el libro como una intenso y dice que tiene más acción que cualquiera de sus trabajos anteriores. Los narradores de este libro son Jason, Leo, Piper, Nico y Reyna.

## Desarrollo y promoción
El mismo día del lanzamiento de La casa de Hades, el cuarto libro de la serie Los héroes del Olimpo, Rick Riordan anunció su secuela, titulada La sangre del Olimpo.  La portada fue lanzada el 14 de mayo de 2014 y presentaba a Jason, Frank, Hazel y dos gigantes.

## Personajes
- Jason Grace – Hijo de Júpiter
- Piper McLean – Hija de Afrodita
- Leo Valdez – Hijo de Hefesto
- Reyna Ávila Ramírez-Arellano – Hija de Belona, pretora del Campamento Júpiter
- Nico di Angelo – Hijo de Hades
- Percy Jackson – Hijo de Poseidón
- Annabeth Chase – Hija de Atenea
- Frank Zhang – Hijo de Marte y descendiente de Poseidón, pretor del Campamento Júpiter
- Hazel Levesque – Hija de Plutón
- Will Solace - Hijo de Apolo, jefe de la Cabaña de Apolo
- Gleeson Hedge – Sátiro del Campamento Mestizo, acompañante
- Gea – Diosa primordial de la tierra
- Victoria – Diosa de la victoria
- Octaviano – Legado de Apolo, Augur del Campamento Júpiter
- Orion – Gigante, némesis de Apolo y Artemisa